# 오스카르 스반
오스카르 고메르 스반(스웨덴어: Oscar Gomer Swahn, 1847년 10월 20일~1927년 5월 1일)은 스웨덴의 사격 선수이다. 1908년, 1912년, 1920년 세 번의 올림픽에서 금메달 2개, 은메달 1개, 동메달 1개를 획득하였고, 1908년 올림픽 당시 60세였으며, 1920년 올림픽에서 은메달 1개를 획득할 때 당시 나이는 72세로 역대 올림픽 사격 참가 선수 중 최고령 선수이며, 최고령 사격 메달리스트이다.

## 생애
타눔시의 만인 산네스피오르드에 위치한 스케르보 농장에서 선장인 J.G. 스반과 크리스티나 엘리사베트 옐레의 아들로 태어났다. 젊은 시절에는 스웨덴 최초의 언론사인 스벤스카 텔레그람뷔론에서 회계 담당 직원으로 일했으며 사격에 관심이 많아 스톡홀름 사격 협회 회원으로 활동하며 사슴이나 비둘기를 사격으로 사냥하는 활동을 했다.
1908년에 스웨덴 사격 국가대표로 발탁되어 올림픽에 참가하게 되었다. 처음으로 출전한 프랑스 파리에서 열린 제2회 올림픽인 1908년 하계 올림픽에서는 처음으로 정식 종목으로 편성된 달리는 사슴을 표적으로 하는 남자 싱글샷 질주 타겟 소총 종목에 출전하여 25점을 획득하여 영국의 테드 랜킨과 알렉산더 로저스를 누르고 금메달을 획득하였다. 또 단체전에도 참가하여 금메달을 획득하는 데에 기여했고, 남자 더블샷 질주 타겟 소총 종목에서도 출전하여 38점을 획득, 미국의 월터 위넌스와 영국의 랜킨의 뒤를 이어 동메달을 획득했다. 이 때 스반의 나이 60세로 당시 최고령 메달리스트인 영국의 사격 선수 조슈아 밀너보다 1살 어렸다. 스반은 올림픽에서 활약한 공로로 1903년에 기사 작위를 받았다.
조국 스톡홀름에서 열린 1912년 하계 올림픽에도 참가하여 남자 더블샷 질주 타겟 소총 종목에서 72점을 획득하여 스웨덴의 오케 룬데베리와 에드바르드 베네딕스의 뒤를 이어 동메달을 획득하였다. 이후 전 대회에서 우승을 경험한 싱글샷 질주 타겟 소총 종목에서는 5위에 머물며 아들인 알프레드 스반에게 우승을 내주었다. 싱글샷 질주 타겟 소총 단체전에도 참가하여 금메달을 획득하였고 이 때 나이 64세로 올림픽 최고령 금메달리스트가 되었다.
1920년에는 벨기에 안트베르펜에서 열린 1920년 하계 올림픽에 참가하였으며, 당시의 스반의 나이는 72세로 대회 참가 선수 중 가장 나이가 많았다. 남자 싱글샷 질주 타겟 소총 단체전에서는 노르웨이, 핀란드, 미국에게 밀려 4위를 기록했고, 싱글샷 질주 타겟 소총 개인전에서는 7위를 기록했으나 더블샷 질주 타겟 소총 단체전에서 노르웨이의 뒤를 이어 은메달을 획득하여 올림픽 최고령 메달리스트 기록을 갱신했으며, 이 기록은 지금도 깨지지 않았다.
1924년 하계 올림픽은 병으로 인해 불참했으며, 1927년 5월 1일에 스톡홀름에서 사망했다.